# Per Nielsen (musiker)
 For alternative betydninger, se Per Nielsen. (Se også artikler, som begynder med Per Nielsen)
Per Nielsen (født 1. juni 1954 i Sønderborg) er en dansk trompetist. Han udgav sit første album i 1987, Trumpet Concertos, med musikere fra Sønderjyllands Symfoniorkester. Han har solgt tæt på 400.000 eksemplarer af sine i alt 16 albumudgivelser, hvilket gør ham til den bedst sælgende danske instrumentalist nogensinde.